# Escapade (film, 1957)
Pour les articles homonymes, voir Escapade.
Pour plus de détails, voir Fiche technique et Distribution.
Escapade est un film français réalisé par Ralph Habib et sorti en 1957.

## Fiche technique
- Titre français : Escapade
- Réalisation : Ralph Habib, assisté d'Alain Jessua et Claude Pinoteau
- Scénario : Albert Valentin d'après une nouvelle de William Irish
- Dialogues : Marcel Achard
- Décors : Georges Wakhévitch
- Photographie : Pierre Petit
- Montage : Raymond Lamy
- Musique : Michel Emer
- Production : Christine Gouze-Rénal et Fred Surin
- Sociétés de production : PROGEFI - Pathé Consortium Cinéma
- Pays d'origine :  France
- Format : noir et blanc - mono
- Genre : aventure
- Durée : 1h45
- Date de sortie : France - 7 juin 1957
- Affiche : André Bertrand (France)

## Distribution
- Louis Jourdan : Frank Raphaël
- Dany Carrel : Agnès Marcenary
- Roger Hanin : Olivier
- Lise Delamare : Mme Mercenay
- Jean-Loup Philippe : Philippe
- Margaret Rung : la jeune femme
- Félix Marten : Angelo
- Albert Rémy : José
- Claude Génia : Mme Bariset
- Arlette Merry : Dolly
- Marcel Bozzuffi : Raymond
- Pierre Goutas : Gringalet
- Jean Lec : le jovial
- Guy Tréjan : Maurice, le barman
- Jean Ozenne : le concierge
- Jean Daurand : l'inspecteur
- Sophie Grimaldi : la sœur d'Agnès
- Julien Verdier
- Jo Peignot